# 柯梅令
柯梅令化工厂有限公司（德語：Kömmerling Chemische Fabrik GmbH）是一家位于德国莱茵兰-普法尔茨州皮尔马森斯的化学工厂，它与普罗菲内的子公司——普罗菲内柯梅令塑料厂（profine GmbH Kömmerling Kunststoffe）同址办公。柯梅令化工厂自2000年起从属于ADCO环球（ADCO Global Inc.），并且是国际领先的高品质黏合剂和密封剂生产商。